# Løvskal
Løvskal er en lille landsby i Midtjylland som hører til Skjern Sogn. Den ligger i Viborg Kommune der er en del af Region Midtjylland.
Vest for byen har ligget et okkerværk fra 1916 til 1965.